# 屈臣氏集團

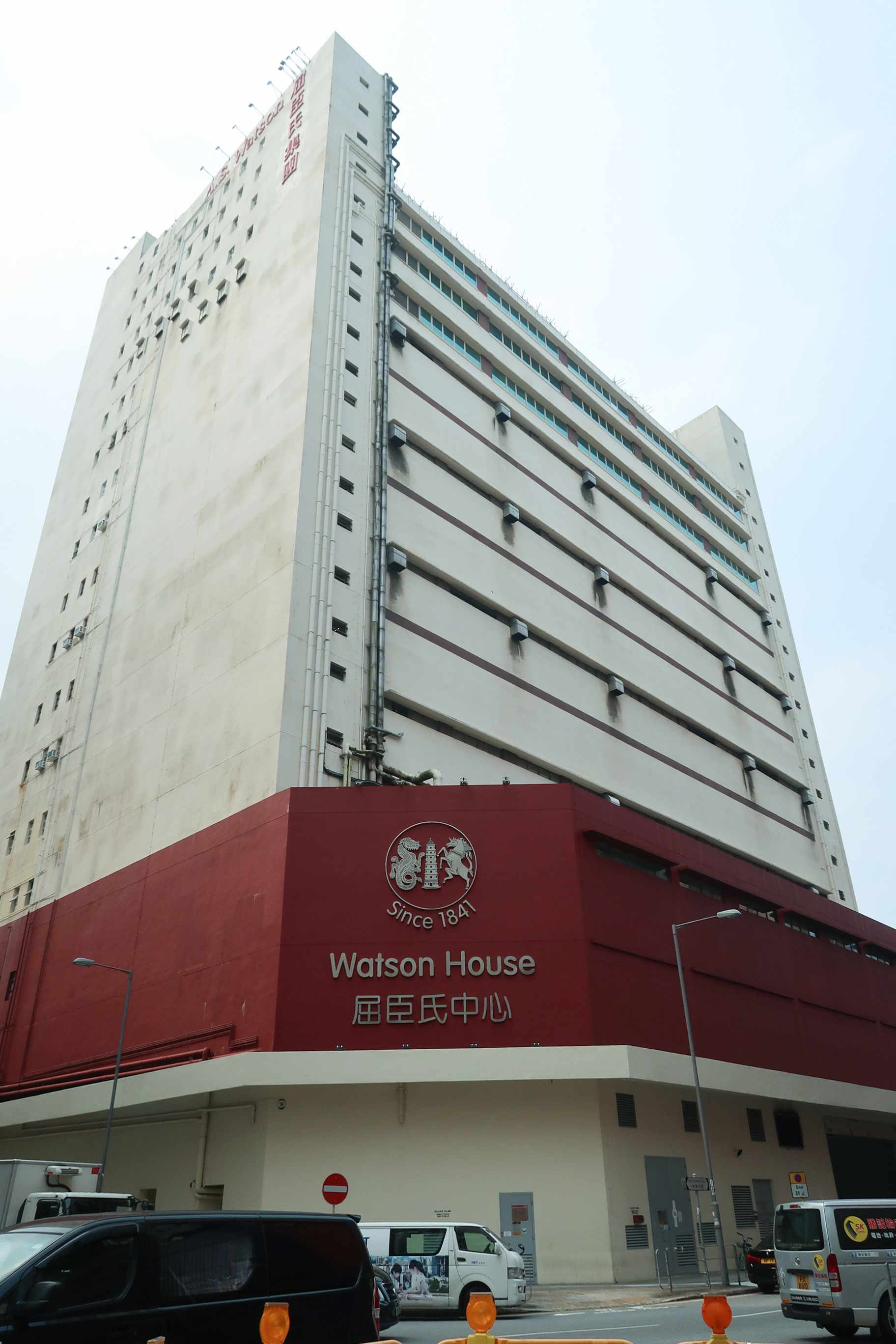
沙田屈臣氏中心（Watson House） - 屈臣氏總部

屈臣氏集團（英語：AS Watson Group），簡稱屈臣氏（AS Watson），以屈臣氏集團（香港）有限公司（AS Watson Group (Hong Kong) Ltd.）為中心的企業集團，為長江和記實業旗下，以零售及食品製造為主要業務，截至2022年12月31日屈臣氏集團門市（不包括瑪利娜Marionnaud2013年收益總額200.93億港元）於遍佈28個地區，經營超過16142間零售商店，2022年收益總額1696.45億港元。集團涉及12個零售品牌包括有保健產品、美容產品、香水、化妝品、食品、飲品、電子產品、洋酒及機場零售業務。

## 歷史

### 公司成立

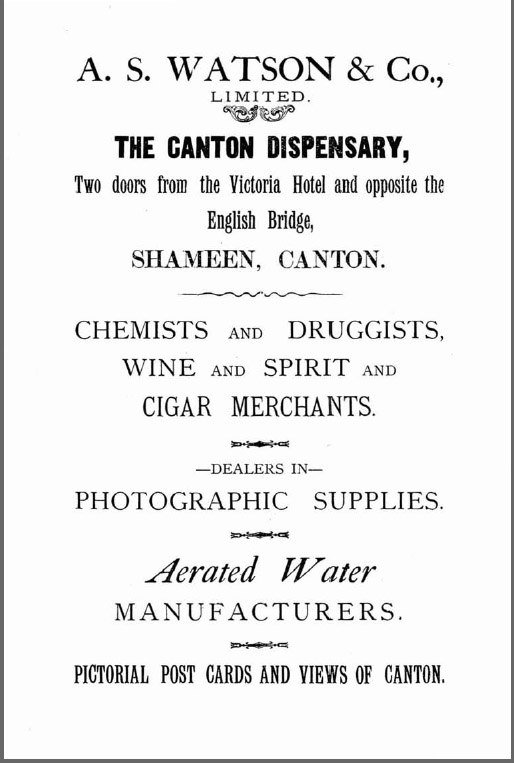
在1923年登出的廣告，上面寫有位於廣州沙面的藥房位置。

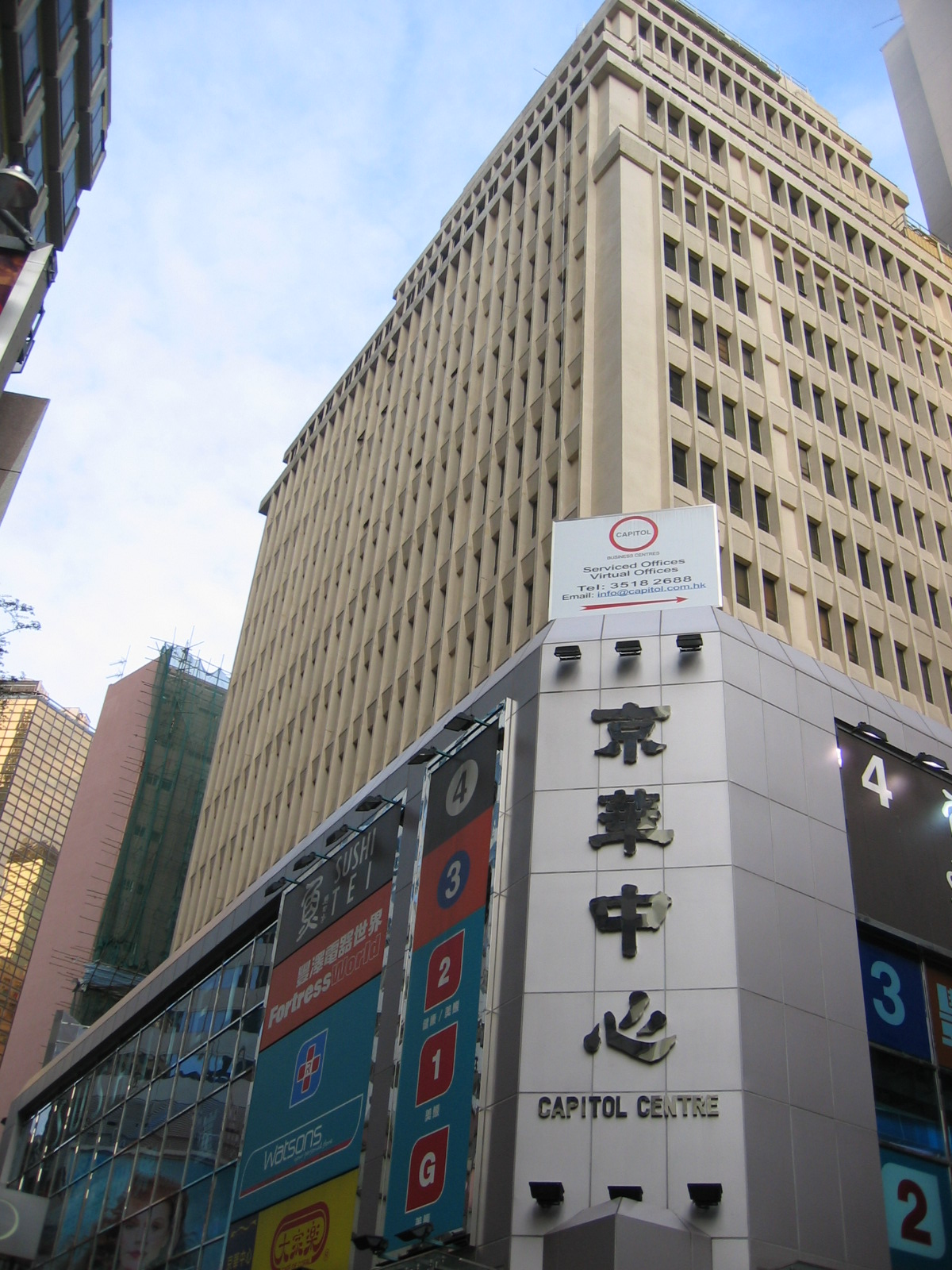
銅鑼灣京華中心曾經為屈臣氏集團旗下的屈臣氏個人護理店及豐澤電器的分店

- 1828年，創辦廣東大藥房，標誌著集團的起源，為廣東省的窮苦大眾提供免費的診症及西藥。雖然當時的紀錄有限，但這是集團發展里程的第一步。[3]。
- 1841年，香港大藥房正式成立，這是集團在文獻中記載的正式起源。[4]
- 1856年，屈臣氏醫生（Dr. Thomas Boswell Watson）來到香港，並加入香港大藥房。
- 1858年，屈臣氏醫生（Dr. Thomas Boswell Watson）的姪兒屈臣氏先生（Alexander Skirving Watson）以藥劑師身份，加入香港大藥房擔任店舖經理。
- 1869年，香港大藥房成為港督及愛丁堡公爵的御准藥房商號。
- 1871年，正式註冊為AS Watson & Company。
- 1880年代，屈臣氏成立獎學金支持本地醫療。孫中山先生於1887年考進香港雅麗氏醫院附設的香港西醫書院，並以第一名的成績畢業，由於醫術精湛加上醫學成績優異，獲頒屈臣氏獎學金。
- 1886年，屈臣氏是第15間於香港公司註冊處成立的公司。

### 發展
- 1890年，屈臣氏大藥房在中國已有34家藥房。
- 1895年，屈臣氏在香港已有35家藥局。[5]
- 1903年，香港在1894年爆發鼠疫，食水衛生是當時香港的一大問題，不少市民因為飲用不潔食水而生病；為了保障市民的健康，屈臣氏集團於1903年開始生產屈臣氏蒸餾水，提供安全可靠的選擇。
- 1906年，屈臣氏在香港的北角購買土地準備開發，至此屈臣氏大力擴張它在香港的事業版圖。在廣州藥房，較為暢銷的藥物是小兒疳癪花塔餅。
- 1941年，屈臣氏慶祝開業一百周年，同年12月13日香港被日軍佔據。直到1945年9月1日，屈臣氏才恢復營業。
- 1981年，屈臣氏集團成爲和記企業（長江和記實業有限公司前身）的全資附屬公司。當時擁有75家零售食品及非食品商店。
- 1987年，將業務擴展至不同市場如台灣及澳門；1988年新加坡；1994年馬來西亞；1996年泰國；2002年菲律賓。
- 1990年，豐澤成為屈臣氏集團的成員。
- 2000年，屈臣氏透過收購英國保健及美容產品連鎖店 Savers進入英國市場。
- 2002年，屈臣氏集團收購荷蘭Kruidvat 集團，為集團店鋪數目新增1,900家。
- 2003年，屈臣氏推出全新設計水樽，外型曲線玲瓏，樽蓋能用作水杯，與人分享飲水喜悅。
- 2004至2006年期間，集團在歐洲進行了其他收購項目，包括保健美容零售商 Superdrug、Trekpleister、Rossmann 及高級香水及化妝品零售品牌ICI PARIS XL，使屈臣氏成爲全球最大的國際健康和美容零售商。
- 2005年，集團分別在中國大陆和台灣開設第100間和第300間分店。同年，集團在歐洲進行了兩次重大收購，包括Marionnaud and The Perfume Shop。2005年10月收購Spektr，開啓了屈臣氏在俄羅斯的市場。
- 2007年，屈臣氏集團推出易賞錢。
- 2008年，2008年屈臣氏蒸餾水工潮。同年7月9日屈臣氏於台灣推出「寵i會員卡」。
- 2013年，屈臣氏集團開設全球第10,000家零售店舖。集團在2015年8月11日在香港開設了全球第12,000家零售店。全球的會員人數達100萬。
- 2016年，屈臣氏集團慶祝成立175周年。
- 2019年，屈臣氏集團、永輝、與騰訊宣布組成合營公司， 合組廣東省最具規模的超市巨擘。集團在2019年3月26日慶祝開設第15,000家店鋪的里程碑。屈臣氏亦擴展至越南市場，是屈臣氏第13個營運市場。

## 業務

### 保健及美容產品連鎖品牌
- 屈臣氏個人護理店（屈臣氏藥房）（於中國內地經營逾3947家分店）
- Drogas（拉脫維亞與立陶宛）
- Kruidvat（比利時與荷蘭）
- Rossmann（在德國、波蘭、匈牙利、捷克、土耳其及阿爾巴尼亞經營逾4,000家分店）
- Savers（英國）
- Superdrug（於英國及愛爾蘭營運約800家店舖）
- Trekpleister（荷蘭）

### 食品、電子及洋酒
- 超級市場
  - 百佳
  - Taste
  - Great
  - Gourmet
  - fusion by ParknShop / fusion
  - food le parc
  - SU-PA-DE-PA（由屈臣氏集團和先施百貨合作開設，惟自先施百貨退股後該店已由2021年6月至10月分階段結業）
  - 百佳永輝 （由屈臣氏集團、永輝超市和騰訊三方合作成立的合營公司，以「百佳永輝Bravo」以及「百佳永輝TASTE」兩個品牌營運，在中國有超過80家店舖）
- 屈臣氏酒窖
- 豐澤電器
- 電器幫ElecBoy
- 上倉胃子

### 高級香水及化妝品品牌
- Marionnaud
- ICI PARIS XL （比利時、盧森堡與荷蘭）
- The Perfume Shop（愛爾蘭與英國）

### 飲品製造
- 時鮮菓汁國際
  - 菓汁先生
  - 菓蔬先生
  - 堅果先生
  - 菓茶先生
- 屈臣氏實業
  - 屈臣氏蒸餾水
  - 碧泉
  - 沙士汽水
  - COOL 清涼水

## 多媒體
- 屈臣氏藥房
- 豐澤電器
- 百佳
- 屈臣氏酒窖
- SU-PA-DE-PA（與先施百貨合營）

## 外部連結
- 屈臣氏集團 （中文）（英文）（页面存档备份，存于）